# ساترند هایلندز (تانزانیا)
ساترند هایلندز (به لاتین: Southern Highlands) یک کوه در تانزانیا است که در استان امبیا واقع شده‌است.